# Dubulti
Dubulti es un barrio de la ciudad de Jūrmala, Letonia.

## Superficie
Posee una superficie de 3,7 kilómetros cuadrados (370 hectáreas).

## Población
Hasta 2008 presentaba una población de 2588 habitantes, con una densidad de población de 699,5 habitantes por kilómetro cuadrado.